# Forhandlergrundsætningen
Forhandlergrundsætningen er en undtagelse fra reglen om, at en sælger med gyldigt ejendomsforbehold kan vindicere ret til en solgt genstand fra køberens aftaleerhverver. Grundsætningen finder anvendelse, hvis sælgeren overgiver genstanden til en køber, der er forhandler af (eller regelmæssigt sælger) genstande af den pågældende art, og sælgeren vidste eller burde vide dette. Ligeledes finder den anvendelse, såfremt sælgeren overgiver det solgte til en person, som han vidste eller burde vide ville videresælge genstanden.

## Eksempel 1
Firma A, som producerer pizzaovne, sælger en pizzaovn med ejendomsforbehold til Firma B. Firma B, som er forhandler af køkkenudstyr, sælger pågældende pizzaovn til et pizzeria. Firma B betaler ikke Firma A det for ovnen skyldige beløb. Firma A kan ikke kræve, at pizzeriaet tilbageleverer ovnen pga. forhandlergrundsætningen.

## Eksempel 2
Firma A, som producerer pizzaovne, sælger en pizzaovn med ejendomsforbehold til Firma B. Firma B, som er forhandler af edb-udstyr, sælger pågældende pizzaovn til et pizzeria. Firma B betaler ikke Firma A det for ovnen skyldige beløb. Firma A kan kræve ovnen tilbageleveret som følge af ejendomsforbeholdet.